# Lanny Morgan
Lanny Morgan  (* 30. März 1934 in Des Moines, Iowa) ist ein US-amerikanischer Jazz-Altsaxophonist.

## Leben und Wirken
Lanny Morgan wuchs in Los Angeles auf und begann seine Musikerkarriere 1954 in den Big Bands der Westküste der USA von Charlie Barnet, Si Zentner, Terry Gibbs und Bob Florence. Nach dem Wehrdienst Ende der 1950er Jahre war er in der ersten Hälfte der 1960er Jahre Mitglied der Big Band von Maynard Ferguson. Nachdem er eine Weile als freischaffender Musiker in New York City gearbeitet hatte, kehrte er 1969 nach Los Angeles zurück und arbeitete vorwiegend als Studiomusiker, war Mitglied der Formation Supersax und spielte in den Bigbands von Maynard Ferguson (Dues, 1972), Bill Berry (um 1975), Frank Capp, Vic Lewis, Bob Florence und Bill Holman (A View from the South, 1995).
Lanny Morgan nahm einige Alben unter eigenem Namen für die kalifornischen Label Palo Alto Records (1981), V.S.O.P. (1993), Contemporary (1996); 1997 entstand  für Fresh Sound A Suite for Yardbird mit dem Pianisten Lou Levy.

## Diskographische Hinweise
- It's About Time (Palo Alto) mit Don Rader, (fl-h), Bruce Forman (g), Lou Levy (p), Monty Budwig (b), Nick Caroli (dr)
- The Lanny Morgan Quartet (VSOP, 1993)
- Pacific Standrard (Contemporary, 1996)
- A Suite for Yardbird (Fresh Sound, 1997, ed 2001)